# Kellmünz an der Iller

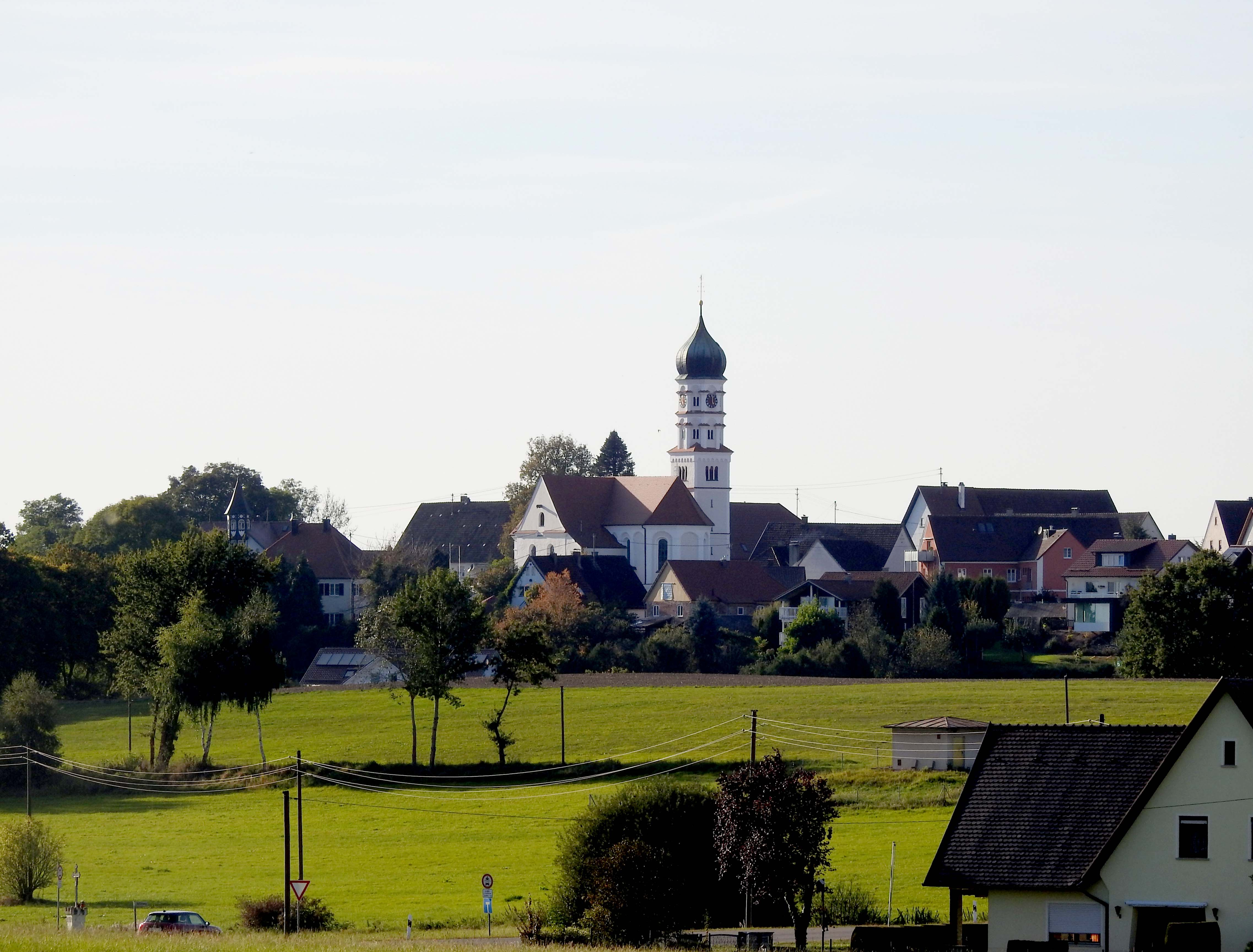
Kellmünz an der Iller von Osten

Kellmünz an der Iller (amtlich Kellmünz a.d.Iller) ist ein Markt im schwäbischen Landkreis Neu-Ulm in Bayern.

## Geographie
Der Markt liegt in Oberschwaben an der Iller, etwa auf halber Strecke zwischen Illertissen und Memmingen.
Außer dem Hauptort gibt es keine weiteren Gemeindeteile.

## Geschichte

### Frühe Geschichte
Unter den vielen Siedlungen im und am Rande des Illertales fällt Kellmünz durch seinen ungewöhnlichen Namen auf. Er weist auf eine vorgermanische Vergangenheit hin. Der Name leitet sich ab von Caelius Mons, zu deutsch Himmelsberg. Im Jahre 15 v. Chr. hatten die Römer das Land zwischen Alpen und Donau besetzt und die Provinz Raetia eingerichtet. Die Legionäre formten wohl einen ursprünglich keltischen Ortsnamen, erschlossen als *Kalamantia, zu caelius mons um, vermutlich in Anlehnung an einen der sieben Hügel Roms, der Caelius heißt. Sicherlich stand auf dem Berg ein Heiligtum. Nach dem Fall des Limes durch die Alemannen änderten die Römer die Strategie zur Sicherung der Alpenvorlandes. Statt eines festen Grenzwalls bauten sie Kastelle im Hinterland. Eines der bedeutendsten entstand um 300 auf dem Caelius Mons. Es war umschlossen von einer mächtigen Steinmauer im Geviert, 100 Meter lang und 100 Meter breit, mit vielen Türmen. Das Kastell beherbergte rund 300 Mann. Dort, wo heute die Kirche steht, befand sich ein ähnlich großer Hallenbau mit Apsis und Säulenhalle. Allerdings war der römische Bau nach Süden ausgerichtet, während die Kirche nach Osten zeigt. Die repräsentative römische Aula diente wohl der Verwaltung, der Rechtsprechung und dem Kult.
Die Burg Kellmünz gehörte den Pfalzgrafen von Tübingen bis zum Tode des Pfalzgrafen Gottfried I. am 30. Januar 1316. Gottfried I. hatte eine Tochter namens Agnes, die mit Ulrich von Rechberg dem Älteren verheiratet war und als väterliches Erbe Kellmünz erhielt.

### Zweiter Weltkrieg
Gegen Ende des Krieges wurde die Illerbrücke am 25. April 1945 von der Wehrmacht gesprengt, um den anrückenden Alliierten den Übergang nach Bayern zu verwehren. Daraufhin kam es zu zweitägigen Kampfhandlungen um die gesprengte Brücke. Panzer der US-amerikanischen Landstreitkräfte schossen dabei die Ortschaft in Brand. Dabei wurden 33 Anwesen vernichtet.

### Einwohnerentwicklung
Zwischen 1988 und 2019 wuchs der Markt von 1180 auf 1421 um 241 Einwohner bzw. um 20,4 %.

## Politik

### Gemeinderat
Der Marktgemeinderat hat zwölf Mitglieder. Alle Mandate werden – wie schon in der Amtszeit von 2014 bis 2020 – von der Wählergemeinschaft Kellmünz eingenommen. (Stand: Kommunalwahl am 15. März 2020)

### Bürgermeister
Seit Mai 2014 ist Michael Obst (* 1970) der Bürgermeister, er wurde im März 2014 gewählt. Bei der Kommunalwahl am 15. März 2020 wurde er mit 83,3 % der Stimmen für weitere sechs Jahre im Amt bestätigt.
Zuvor war Wolfgang Huber 2002 zum Bürgermeister gewählt und 2008 im Amt bestätigt worden.

### Verwaltung
Die Gemeinde ist Mitglied der Verwaltungsgemeinschaft Altenstadt.

### Wappen
| Wappen von Kellmünz an der Iller | Blasonierung: „In Gold über einem aus dem unteren Schildrand wachsenden blau bewehrten roten Löwen eine dreilatzige rote Sturmfahne mit drei silbernen Ringen.“ |
| Wappen von Kellmünz an der Iller | Siehe auch : Liste der Wappen mit dem Emblem der Pfalzgrafen von Tübingen                                                                                       |

## Sehenswürdigkeiten
- Spuren des Dreißigjährigen Kriegs
- Römisch-katholische Pfarrkirche St. Martin

## Bodendenkmäler
- Römerkastell Caelius Mons

## Verkehr
Der Bahnhof Kellmünz liegt an der Bahnstrecke Neu-Ulm–Kempten. Früher zweigte hier die Bahnstrecke Kellmünz–Babenhausen ab.
Die Staatsstraße St 2031 durchquert den Ort. Davon zweigt die Staatsstraße 1264 nach Dettingen ab. Etwa anderthalb Kilometer westlich verläuft auf der gegenüberliegenden Illerseite Bundesautobahn 7 mit den Anschlussstellen Altenstadt (AS 125) und Dettingen a. d. Iller (AS 126).
Weiter liegt Kellmünz am Iller-Radweg von Oberstdorf nach Ulm.
Am 18. Mai 1971 entgleisten mehrere Wagen des Schnellzugs Oberstdorf–Dortmund an der Bahnhofsausfahrt Kellmünz in Richtung Ulm bei einer Geschwindigkeit von etwa 130 km/h wegen einer Gleisverwerfung. 5 Reisende verloren dabei ihr Leben, 46 weitere wurden verletzt. Die Gleisverwerfung war auf nicht sachgemäß ausgeführte Gleisbauarbeiten zurückzuführen.